# آق‌دییرمن، سنان‌پاشا
اکدگیرمن، سینان‌باشا (به لاتین: Akdeğirmen, Sinanpaşa) یک منطقهٔ مسکونی در ترکیه است که در استان افیون قره‌حصار واقع شده‌است.